# Karl Klotter
Karl Klotter (* 28. Dezember 1901 in Karlsruhe; † 20. September 1984 ebenda) war ein deutscher Ingenieurwissenschaftler und Bauingenieur.

## Leben
Klotter ging in Karlsruhe auf das Realgymnasium und studierte Elektrotechnik an der TH Karlsruhe mit dem Vordiplom 1922, wonach er ein Jahr bei Osram in Weißwasser arbeitete. Ende 1923 setzte er sein Studium in Karlsruhe und Berlin fort, wobei er vor allem Mathematik und Physik studierte mit dem Physikdiplom 1925. Danach ging er auf Vermittlung von Osram ein Jahr als Ingenieur nach England und war danach ein Jahr bei Osram in deren neuem Werk in Siemensstadt in Berlin. 1928 wurde er an der TH Karlsruhe Assistent von Theodor Pöschl und wurde dort 1929 promoviert (Über die Einschwingzahlen der elastischen Querschwingungen einer ebenen, kreisrunden, belasteten Platte) und 1931 habilitierte er sich (Die Querschwingungen elastisch gebetteter Saiten, Stäbe, Membranen und Platten: ein Beitrag zu Theorie der Schwingungen elastisch eingespannter Systeme). Danach war er Privatdozent, gab aber seine Assistentenstelle 1935 auf, um sein Lehrbuch der Schwingungslehre zu schreiben. Da er nicht Mitglied der NSDAP war, wurde er bei mehreren Berufungsverfahren trotz seiner Qualifikationen übergangen und er ging 1938 an die Deutsche Versuchsanstalt für Luftfahrt in Berlin-Adlershof. Er wurde 1940 Abteilungsleiter im Rang eines außerordentlichen Professors an der TH Berlin (Institut für Schwingungsforschung).
1946 wurde er ordentlicher Professor für Schwingungslehre und Maschinendynamik an der TU Berlin, ging aber noch im selben Jahr als Professor für Mathematik an die TH Karlsruhe und 1948 wurde er Direktor des neu gegründeten Instituts für Schwingungstechnik. 1949 war er Gastprofessor an der Stanford University und beschloss 1951 als Nachfolger von Nicolas Minorsky Professor in Stanford zu werden, nachdem Pöschl seine Emeritierung zwei Jahre hinausschob (Klotter wollte eigentlich sein Nachfolger als Professor für Mechanik werden). 1959 wurde er Professor für Angewandte Mechanik und Technische Schwingungslehre an der TH Darmstadt, wo er 1969 emeritiert wurde.
Er war Mitgründer der VDI-Fachgruppe Schwingungstechnik und war maßgeblich an den Richtlinien der Gruppe beteiligt. 1983 wurde er Ehrendoktor der TU Braunschweig. Er war langjähriger Mitherausgeber der Zeitschrift für Angewandte Mathematik und Mechanik (ZAMM).

## Schriften
- Einführung in die Technische Schwingungslehre, Springer 1938, 2. Auflage in zwei Bänden 1951, 1960, 3. völlig neu bearbeitete Auflage ab 1978 (Band 1 Einfache Schwinger, Teil 1A Lineare Schwingungen, Teil 1B Nichtlineare Schwingungen, Band 2 Schwinger von mehreren Freiheitsgraden)
- Messung mechanischer Schwingungen, Springer 1943

Er verfasste auch den Abschnitt Schwingungslehre im Ingenieurshandbuch Hütte.